# Picos (Cap-Vert)
Pour les articles homonymes, voir Picos.
Picos est le nom sous lequel est connue Achada Igreja, une localité du Cap-Vert située au cœur de l'île de Santiago, au nord du Pico da Antónia, point culminant de l'île (1 394 m), et au sud de la capitale, Assomada. Siège de la municipalité (concelho) de São Salvador do Mundo et de la paroisse (freguesia) du même nom, c'est une « ville » (cidade) – un statut spécifique conféré automatiquement à tous les sièges de municipalités depuis 2010.

## Population
Lors du recensement de 2000, Picos comptait 1 143 habitants, puis 1 406 en 2010. En 2012 la population est estimée à 1 443 personnes.

## Histoire
Le 14 février 1834, l'administrateur colonial portugais Manuel António Martins, alors gouverneur du Cap-Vert, décide de transférer le siège du concelho de Ribeira Grande (aujourd'hui Cidade Velha) à Picos.
En 1855, à l'occasion d'une famine qui touche toutes les îles sauf Santiago, le gouverneur installe temporairement sa résidence à Picos – et non à Praia –, ce qui explique la construction précoce d'une route reliant les deux localités.
Jusqu'à la réforme territoriale de 2005, Picos reste rattachée à la municipalité de Santa Catarina.